# Always Was, Is, and Always Shall Be
Always Was, Is and Always Shall Be è il primo LP di GG Allin e i The Jabbers, pubblicato per la prima volta nel 1980 con la Orange Records; poi nel 1983 con l'etichetta Blitz Records e nel 1988 e 1989 con la Black & Blue Records.

## Storia dell'album
Always Was, Is and Always Shall Be è uno degli album più noti (nel mondo musicale underground) di GG Allin, nonché il primo. È stato pubblicato più volte: la prima pubblicazione risale al 1980, con la Orange Records di David Peel; poi nel 1983, con la Blitz Records; nel 1988, con la Black & Blue Records e infine nel 1989 (con la stessa etichetta dell'edizione precedente), con l'aggiunta di altre sei canzoni. Esistono altre due edizioni postume: la prima, per la prima volta in CD, nel 1995 con la Halycon Recording Corporation e la seconda nel 2003 con l'etichetta Assface, in LP.

## Tracce

### Edizione 1988
1. Bored to Death - 1:56
2. Beat, Beat, Beat - 1:56
3. One Man Army - 2:11
4. Assface - 1:35
5. Pussy Summit Meeting - 0:32
6. Cheri Love Affair - 2:37
7. Automatic - 2:26
8. I Need Adventure - 1:57
9. Don't Talk to Me - 2:20
10. Unpredictable - 1:54
11. 1980s Rock N' Roll - 1:44

### Edizione 1989
1. Bored to Death - 1:56
2. Beat, Beat, Beat - 1:56
3. One Man Army - 2:11
4. Assface - 1:35
5. Pussy Summit Meeting - 0:32
6. Cheri Love Affair - 2:37
7. Automatic - 2:26
8. I Need Adventure - 1:57
9. Don't Talk to Me - 2:20
10. Unpredictable - 1:54
11. 1980s Rock N' Roll - 1:44
12. NYC Tonight
13. No Rules
14. A Fuckup
15. Dead Or Alive
16. Gimme Some Head
17. You Hate Me & I Hate You

## Formazione
- GG Allin - voce